# Liste der Fließgewässer im Flusssystem Tarpenbek

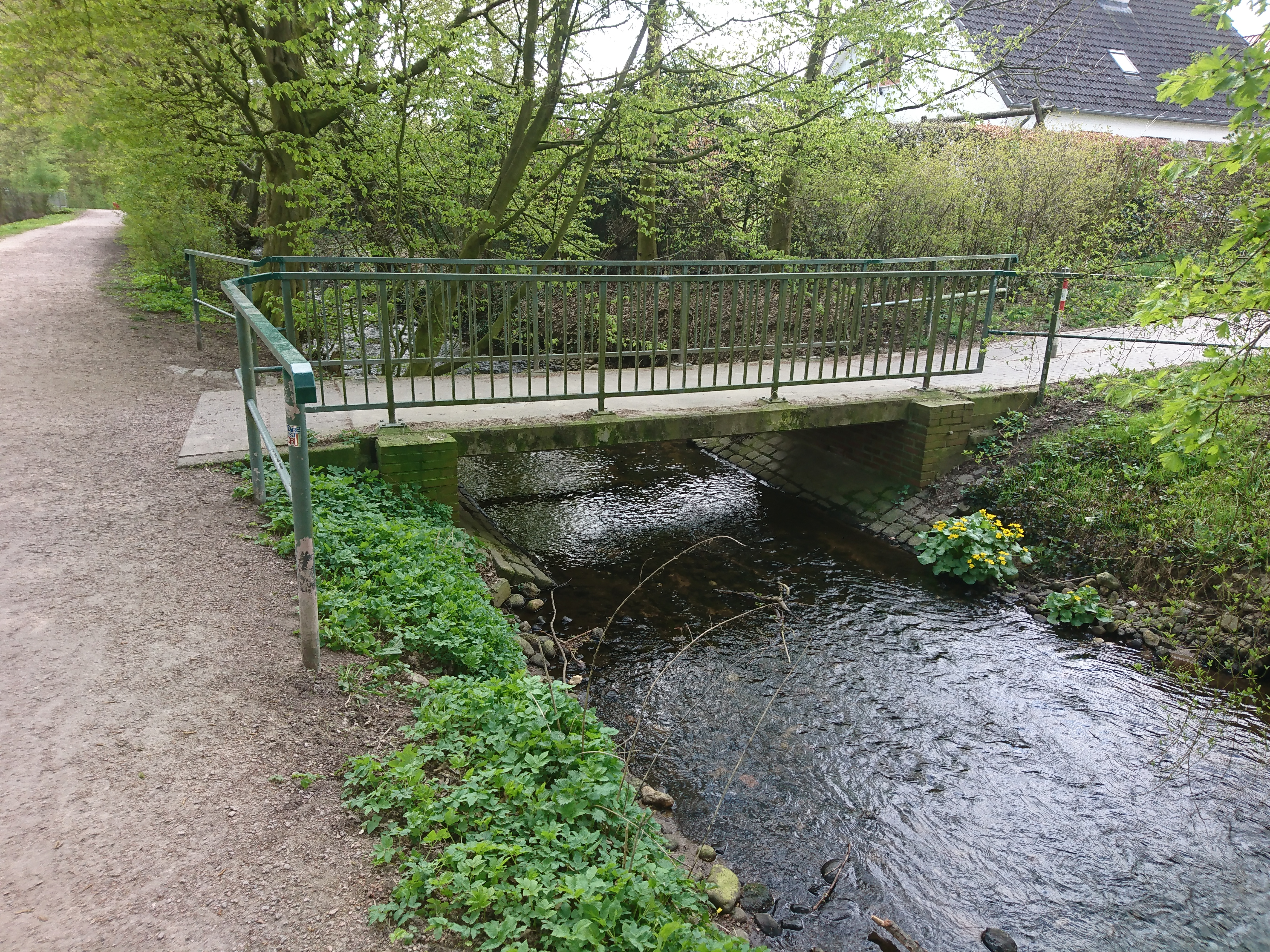
Fußgängerbrücke über die Tarpenbek

Die Liste der Fließgewässer im Flusssystem der Tarpenbek umfasst alle direkten und indirekten Zu- und Abflüsse der Tarpenbek. Erfasst wurden alle Gewässer, die namentlich in der Gesamtliste der Fließgewässer im Elbeeinzugsgebiet und in der Liste der Flächen im Verwaltungsvermögen des Bezirks Eimsbüttel aufgeführt werden. Zudem wurde die Liste mithilfe diverser weiterer Dokumenten korrigiert und ergänzt.
Die Gewässer werden flussaufwärts aufgelistet. 
Beim Rahweggraben ist die genaue Einmündung nicht bekannt. Beim Vierenkampraben, Tarpenringgraben und Wiesengraben ist zudem nicht bekannt, in welches Gewässer eingemündet wird. Die Einordnung erfolgte hier nach Position und Nähe zu anderen Gewässern.

## Zuflüsse
- Kollau (ehem. Collau/Coldelowe)
  - Schillingsbek/Schillingsbach
    - Nebengraben
    - Lohbek

  - Alte Kollau
    - Alte Geelebek
    - Geelebek/Gelbe Aue
      - Nebengraben A
      - Nebengraben B

  - Langenhorstgraben
  - Wegenkamp-Entlastungsgraben
  - Wegenkampgraben
  - Eidelstedter Mühlenau
    - Kollenhofgraben
    - Düngelau
    - Alter Jaarsmoorgraben
    - Jaarsmoorgraben
    - Fangdiekgraben
      - Sprützmoorgraben

    - Graben Stadionstraße (verrohrt)
    - Schießplatzgraben
      - Stadiongraben
      - Lüttkampgraben
      - Vorhorngraben

  - Nebengraben
  - Duvenackergraben
  - Brookgraben
    - Grothwischgraben
      - Zulauf

    - Brookgraben-Zubringer

  - Röthmoorgraben
  - Graben am Ree
  - Schippelsmoorgraben/Schippelmoorgraben
    - Seesreingraben
    - Bansgraben
    - Nebengraben

  - Vielohgraben
    - Nebengraben

  - Nebengraben
  - Dübwischgraben
- Bornweggraben
- Papenreyegraben
- Quellgraben
- Luftwerftgraben
- Grabensystem Steinhoffgräben
- Alter Hainholzgraben
- Hainholzgraben
- Brookkampgraben
- Raakmoorgraben
  - Jugendparkgraben[4]
  - Westerrodegraben[5]
  - Holtkoppelgraben
  - Rodenkampgraben
  - Ohlmoorgraben
    - (Eberhofgraben, ehem.)

  - Hummelsbütteler Moorgraben
  - Herzmoorgraben[6]
- Rahweggraben
- Vierenkampgraben
- Grashofgraben
- Wrietreyegraben
- Bornbach
  - Pannsgraben
  - Solferinograben[7]
  - Tweeltenbek
    - Wiesengraben

  - Diekmoorgraben
- Buckhoopgraben
  - (Heerbuckhoopgraben, ehem.)
  - Suckweggraben
  - Twisselwischgraben
- Tarpenringgraben
- (Glashüttener Graben, ?)[8]
- Ossenmoorgraben
- Tarpenbek-West
- Tarpenbek-Ost
  - Beek, Beek in der Twiete
  - (Glasmoorgraben, ?)[8]

## Belege
1. ↑  Michael Bergemann: Gesamtliste der Fließgewässer im Elbeeinzugsgebiet. Behörde für Umwelt und Energie, Hamburg 1. Juli 2015 (fgg-elbe.de [PDF; 802 kB; abgerufen am 29. November 2015]).
2. ↑  Flächen im Verwaltungsvermögen des Bezirks Eimsbüttel. SPD-Fraktion Eimsbüttel, abgerufen am 8. September 2020.
3. ↑  In einer fragdenstaat-Anfrage wurden diese Gewässer (bis auf den Vierenkampgraben) dem Gewässersystem der Alster zugeordnet.
4. ↑  Lärmschutzbereich Verkehrsflughafen Hamburg. Abgerufen am 9. September 2020.
5. ↑  Eingabe eines Bürgers zum Thema "Sanierung Westerrodegraben" Stellungnahme des Bezirksamtes. Abgerufen am 9. September 2020.
6. ↑  Umsetzung der EG-Wasserrahmenrichtlinie im Bezirk Hamburg-Nord - wie ist der aktuelle Stand? Ehemals im Original (nicht mehr online verfügbar); abgerufen am 9. September 2020. (Seite nicht mehr abrufbar. Suche in Webarchiven)
7. ↑  Zustand der Gewässer in Hamburg-Nord / Umsetzung der Wasserrahmenrichtlinie. Abgerufen am 9. September 2020.
8. 1 2  Glasmoorgraben und Glashüttener Graben. In: fragdenstaat. Abgerufen am 30. April 2021 (bezieht sich auf das Fragezeichen).